# Contea di Bates
La contea di Bates in inglese Bates County è una contea dello Stato del Missouri, negli Stati Uniti. La popolazione al censimento del 2000 era di 16 653 abitanti. Il capoluogo di contea è Butler